# Denfert-Rochereau (metrostation)
Denfert-Rochereau is een station van de metro in Parijs langs metrolijnen 4 en 6 in het 14e arrondissement.
De naam is afgeleid van de Place de Denfert-Rochereau, die een eerbetoon is aan Pierre Philippe Denfert-Rochereau (1823-1878), een Franse kolonel die in 1870 en 1871 met succes Belfort verdedigde tegen de Pruisen.
Bij het metrostation ligt het gelijknamige station van de RER langs lijn B: station Denfert-Rochereau, dat al sinds 1846 bestaat als eindpunt van de Ligne de Sceaux (later werd station Luxembourg de eindhalte van deze lijn). De ronde vorm van het bovengrondse station is te danken aan het feit dat de ligne de Sceaux hier in een nauwe lus omheen liep.

## Geschiedenis
Het station werd geopend op 24 april 1906 als onderdeel van de toenmalige metrolijn 2 Sud. Vanaf 14 oktober 1907 lag het station langs metrolijn 5. Op 30 oktober 1909 werd het station uitgebreid met perrons langs metrolijn 4. Op 6 oktober 1942 werd het traject tussen station Place d'Italie en station Charles de Gaulle - Étoile overgeheveld van metrolijn 5 naar metrolijn 6.

## Aansluitingen
- RATP-busnetwerk: zes lijnen (waaronder de Orlybus en Paris l'OpenTour)
- Noctilien: drie lijnen

Porte de Clignancourt · 
Simplon · 
Marcadet - Poissonniers · 
Château Rouge · 
Barbès - Rochechouart · 
Gare du Nord · 
Gare de l'Est · 
Château d'Eau · 
Strasbourg - Saint-Denis · 
Réaumur - Sébastopol · 
Étienne Marcel · 
Les Halles · 
Châtelet · 
Cité · 
Saint-Michel · 
Odéon · 
Saint-Germain-des-Prés · 
Saint-Sulpice · 
Saint-Placide · 
Montparnasse - Bienvenüe · 
Vavin · 
Raspail · 
Denfert-Rochereau · 
Mouton-Duvernet · 
Alésia · 
Porte d'Orléans ·
Mairie de Montrouge ·
Barbara ·
Bagneux - Lucie Aubrac
Charles de Gaulle - Étoile · Kléber · Boissière · Trocadéro · Passy · Bir-Hakeim · Dupleix · La Motte-Picquet - Grenelle · Cambronne · Sèvres - Lecourbe · Pasteur · Montparnasse - Bienvenüe · Edgar Quinet · Raspail · Denfert-Rochereau · Saint-Jacques · Glacière · Corvisart · Place d'Italie · Nationale · Chevaleret · Quai de la Gare · Bercy · Dugommier · Daumesnil · Bel-Air · Picpus · Nation
- Système universitaire de documentation: 127196226
- Virtual International Authority File: 313534314